# PowerWash Simulator
『PowerWash Simulator』（パワーウォッシュ シミュレーター）は、イギリスのゲーム開発スタジオFuturLabが開発しスクウェア・エニックスより発売されたゲームソフト。2021年5月19日にSteamで早期アクセス版を配信開始し、2022年7月14日（日本時間では7月15日）にSteam、Xbox One、Xbox Series X/S、Microsoft Windows 10向けに正式版をリリース、2023年1月31日にはPlayStation 4、PlayStation 5、Nintendo Switch向けにも発売された。また、2023年11月2日にはMeta Quest（2, Pro, 3）向けのVR対応ソフト『パワーウォッシュシミュレーターVR』が発売された。
スクウェア・エニックス欧州法人が運営するインディーゲーム支援機構「スクウェア・エニックス コレクティブ」の協力を受けて制作されている。

## 概要
プレイヤーが高圧洗浄機を用いて様々な物の汚れを落とすことをテーマとした作品。架空の町マッキンガムを舞台に、プレイヤーはクライアントからの依頼を受けて業務に取り組んでいく。
画面表示はFPSのような主観視点の形式になっている。ノズルの変更により水の勢いや散布範囲を変えることができ、洗浄液を使用すると特定の種類の汚れや材質に効果を発揮する。全ての汚れを落として進捗率が100％になればステージクリアとなる。なお、各種部位の洗浄が完了するごとに報酬が手に入り、これを用いて新しいノズルや洗浄液を購入できる。
開発チームは、少し変わったFPSを作りたいと考える中で高圧洗浄機のWeb動画を見てアイデアを思いつき、2020年4月にitch.ioでプロトタイプ版をリリースしたところ高評価を得たことから、完成版のリリースに向けてフルタイムでの開発が行われた。また、他にインスピレーションを受けた作品として、本作と同様に水を噴射して汚れを落とす要素がある『スーパーマリオサンシャイン』を挙げている。

## ゲームモード
キャリアモード
プレイ人数：1 - 2人
物語に沿って様々なステージのクリアを目指すメインモード。
特別依頼
プレイ人数：1 - 6人
キャリアモードとは別の特別なステージを舞台とするモード。
チャレンジモード
プレイ人数：1人
ステージを早くクリアすることを目指す「タイムチャレンジ」と少ない水の量でクリアすることを目指す「ウォーターチャレンジ」の2つを含むモード。
フリープレイ
プレイ人数：1 - 6人
キャリアモードでクリアしたステージを自由にプレイできるモード。

## 追加コンテンツの特別依頼

### 無料コンテンツ
スクウェア・エニックスが発売したゲームソフトとコラボレーションしている。
トゥームレイダー特別依頼
配信日：2023年1月31日
『トゥームレイダー』シリーズの主人公ララ・クロフトの邸宅などが舞台。
ミッドガル特別依頼
配信日：2023年3月2日（日本時間では3月3日）
『ファイナルファンタジーVII』に登場する都市ミッドガルが舞台。主人公クラウドが乗るバイク「ハーディ＝デイトナ」や施設の「セブンスヘブン」「魔晄炉」のジオラマ、さらに機械兵器「ガードスコーピオン」「エアバスター」の洗浄を行う。

### 有料コンテンツ
スポンジボブ特別依頼
配信日：2023年6月29日（日本時間では6月30日）
アニメ『スポンジ・ボブ』とのコラボレーション。「巻貝通り」「ビキニボトムバス」「カニカーニ」「バーガーカー」「透明ボート」「秘密基地」の6エリアを洗浄する。
バック・トゥ・ザ・フューチャー特別依頼
配信日：2023年11月16日
映画『バック・トゥ・ザ・フューチャー』シリーズとのコラボレーション。撮影スタジオを洗浄するという趣向になっている。
ウォーハンマー40,000特別依頼
配信日：2024年2月27日
ミニチュアゲーム『ウォーハンマー40,000』とのコラボレーション。プレイヤーは帝国技術局（アデプトゥス・メカニカス）の一員となり、帝国兵器の洗浄を行う。
不思議の国のアリス特別依頼
配信日：2024年7月2日（PC, Nintendo Switch, Xbox One, Xbox Series X/S, PlayStation 4, PlayStation 5）、2024年7月11日（Meta Quest 2, Meta Quest 3, Meta Quest Pro）
ルイス・キャロルの小説『不思議の国のアリス』とのコラボレーション。プレイヤーはハートの女王から依頼され、アリスが汚したとされる世界を洗浄していく。
シュレック特別依頼
配信日：2024年10月10日
映画『シュレック』シリーズとのコラボレーション。「デュロック」「ヘンゼルのお宿」「シュレックの沼」「フェアリー・ゴッドマザーの魔法薬工場」「ドラゴンの巣」の5つのマップ。
ウォレスとグルミット特別依頼
配信日：2025年3月4日
アニメ『ウォレスとグルミット』シリーズとのコラボレーション。
西ワラビー通り62番地を洗浄するという趣向になっている。

## 評価
- INDIE Live Expo Awards 2022 「トレイラーオブ・ザ・イヤー賞」ノミネート[19]
- Steamアワード2022 「ゆったり座ってリラックス」ノミネート[20]